# 늑대 개 (1991년 영화)
늑대 개(White Fang)는 미국에서 제작된 랜달 크레이저 감독의 1991년 모험, 가족 영화이다. 클라우스 마리아 브랜다우어 등이 주연으로 출연하였고 메리케이 포웰 등이 제작에 참여하였다.

## 출연

### 주연
- 클라우스 마리아 브랜다우어
- 에단 호크

### 조연
- 세이무어 카셀
- 제임스 레마
- 수잔 호건

## 제작진
- 원작자: 잭 런던
- 미술: 마이클 S. 볼튼
- 의상: 제니 비번
- 의상: 존 브라이트
- 배역: 마이클 펜톤
- 배역: 주디 테일러
- 배역: 발로리 마살라스

## 한국어 더빙 성우진(KBS, 1995년 1월 22일)
- 엄주환 - 알렉스 (클라우스 마리아 브랜다우어)
- 김일 - 잭 (에단 호크)
- 김정희
- 온영삼
- 윤기황
- 유제상
- 이호인
- 윤병화
- 김태웅
- 이재용
- 김순영
- 홍성헌